# The girl is crying in her latte
The girl is crying in her latte is een  studioalbum van Sparks.

## Inleiding
Het album betekende (achteraf gezien) een korte terugkeer naar hun platenlabel Island Records, dat hun allereerste successen vijftig jaar eerder uitbracht. Het album ging gepaard met een tournee en een aantal singles, waaronder de titeltrack. Sparks hanteerde bij dit album ook de stijl die ze al jaren hanteerde. Voor wat betreft teksten zijn ze satirisch en bijtend, de muziek laat veelvuldige herhalingen horen. Het album werd opgenomen in hun eigen geluidsstudio; ze waren hun eigen geluidstechnici en verzorgden ook de mix.

## Musici
De gebroeders Mael lieten zich voor dit album weer “begeleiden” door een rockband in klassieke samenstelling
- Russell Mael – zang
- Ron Mael – toetsinstrumenten (tevens arrangementen)
- Steve Nistor – drumstel
- Evan Weiss, Eli Pearl  – gitaar
- Max Whipple – basgitaar
- Nathan Kelly verzorgde het orkestarrangement voor Take me for a ride

## Muziek
| Nr. | Titel                                                           | Duur |
| --- | --------------------------------------------------------------- | ---- |
| 1.  | The girl is crying in het latte (gebroeders Mael)               | 2:56 |
| 2.  | Veronica Lake (gebroeders Mael)                                 | 3:02 |
| 3.  | Nothing is as good as they day it is (gebroeders Mael)          | 3:13 |
| 4.  | Escalator (gebroeders Mael)                                     | 2:57 |
| 5.  | The Mona Lisa’s packiging; leaving late night (gebroeders Mael) | 3:33 |
| 6.  | You were meant for me (gebroeders Mael)                         | 4:16 |
| 7.  | Not that wel-defined (gebroeders Mael)                          | 3:29 |
| 8.  | We go dancing (gebroeders Mael)                                 | 3:07 |
| 9.  | When you leave (gebroeders Mael)                                | 4:18 |
| 10. | Take me for a ride (gebroeders Mael)                            | 4:07 |
| 11. | It’s sunny today (gebroeders Mael)                              | 2:39 |
| 12. | A love story (gebroeders Mael)                                  | 3:17 |
| 13. | It doesn’t have tob e that way (gebroeders Mael)                | 3:40 |
| 14. | Gee, that was fun (gebroeders Mael)                             | 3:01 |

De titeltrack kreeg een minimalistische videoclip. Actrice Cate Blanchett danst (constant op één plek) terwijl de broers Mael toekijken (Ron achter een kop koffie). Het lied zelf handelt over een huilende vrouw die een Latte macchiato drinkt, terwijl ze of huilt, of haar mascara is doorgelopen door de regen; voor een buitenstaande is dat onderscheid moeilijk te maken, maar oogt treurig. Veronica Lake over actrices die proberen Veronica Lake te worden ten tijde van de bombardementen door B-29. Mona Lisa heeft er in haar eerbetoon genoeg van om iedereen even glimlachend aan te kijken en stapt op. Nothing is as good gaat over een pas ter wereld gekomen baby (22 uur); hij vindt dan al dat zijn vorige verblijfplaats beter was.

## Nasleep
Het album haalde in diverse landen de albumlijsten, al zij het meest voor één week notering. In Nederland haalde het de top 100 niet.